# Cmentarz wojenny nr 236 – Pilzno
Cmentarz wojenny nr 236 w Pilźnie – cmentarz z I wojny światowej, zaprojektowany przez Gustava Rossmanna, położony na terenie miasta Pilzno, w powiecie dębickim, w województwie podkarpackim. Jeden z ponad 400 zachodniogalicyjskich cmentarzy wojennych zbudowanych przez Oddział Grobów Wojennych C. i K. Komendantury Wojskowej w Krakowie. Należy do V Okręgu Cmentarnego Pilzno.

## Opis
Cmentarz znajduje się obok cmentarza parafialnego. W pobliżu zachodniego ogrodzenia usytuowany pomnik centralny: wysoki kamienny obelisk. Na jego ścianach prostokątne płyciny wypełnione krzyżami łacińskimi. W środkowej części cmentarza betonowy krzyż z metalową glorią i inskrypcją. Na tablicy wyryto napis (tłum.): "Zatrzymajcie się tu na chwilę,/ Może wśród nas jest ten, którego kochaliście".
Na cmentarzu w jednej mogile zbiorowej i 120 grobach pojedynczych pochowano 150 żołnierzy austro-węgierskich, niemieckich oraz rosyjskich.

## Galeria

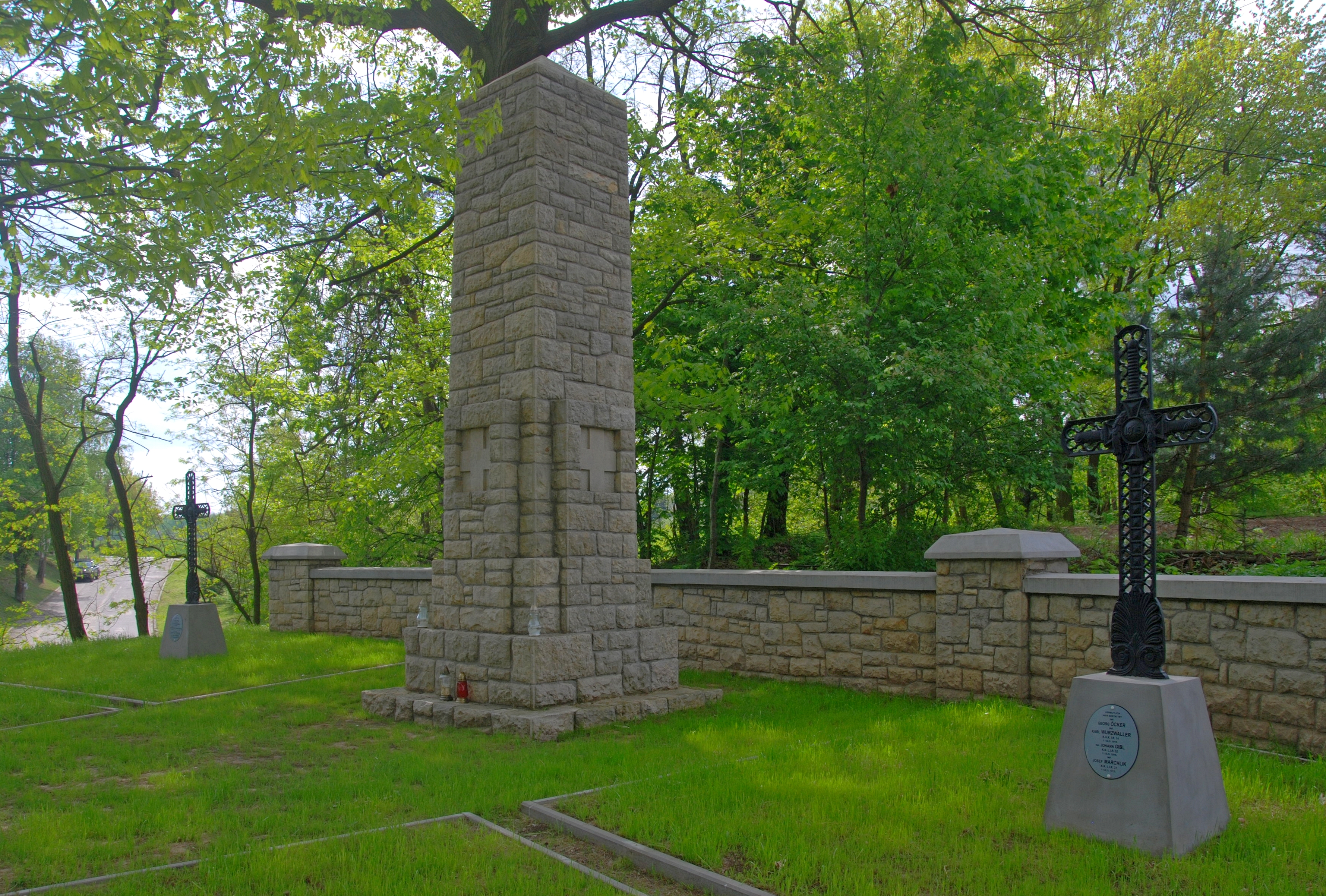
Pomnik główny
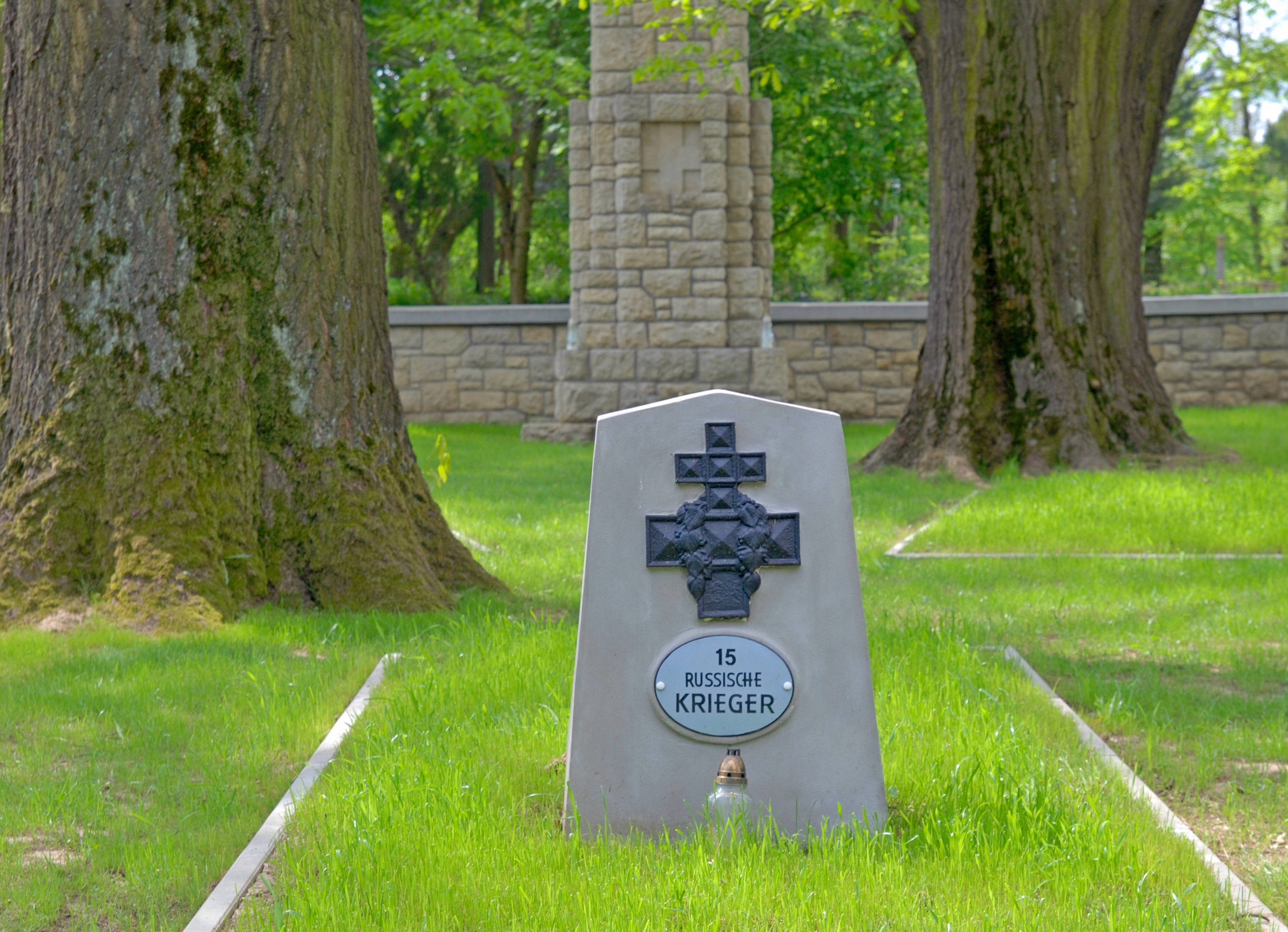
Nagrobek z małym krzyżem rosyjskim
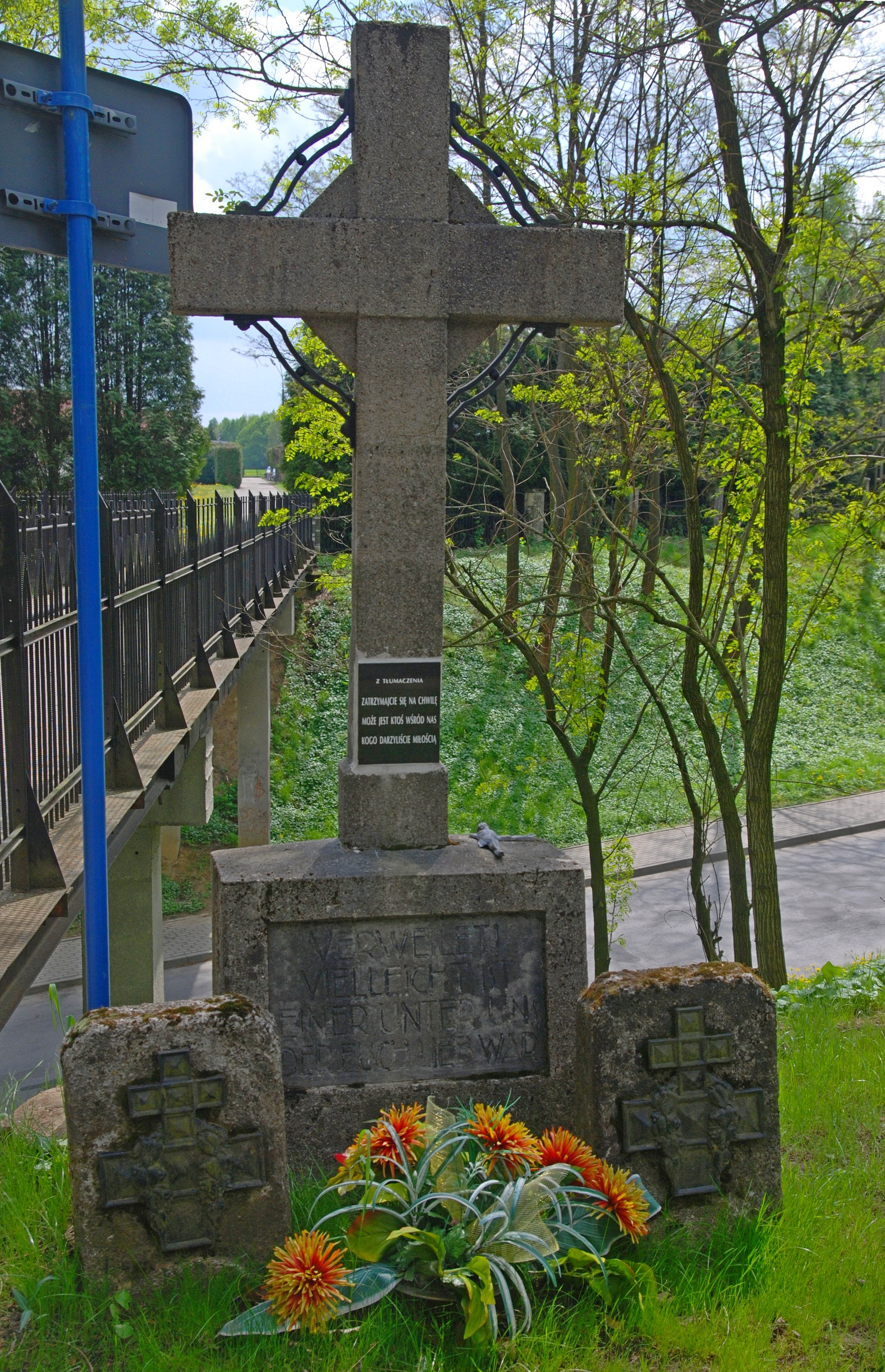
Krzyż z inskrypcja